# Hristu Chiacu
Hristu Chiacu (Bucarest, 6 settembre 1986) è un ex calciatore rumeno, di ruolo centrocampista.

## Carriera

### Club
Ha giocato nella massima serie dei campionati rumeno, polacco ed azero.

## Palmarès

### Club

#### Competizioni nazionali
- Coppa d'Azerbaigian: 1

Xəzər-Lənkəran: 2010-2011